# Délégation de Tameghza
Tameghza ou Tamerza est une délégation tunisienne dépendant du gouvernorat de Tozeur.
En 2004, elle compte 6 362 habitants dont 3 205 hommes et 3 157 femmes répartis dans 1 226 ménages et 898 logements.